# Andrey Popoviç
Andrey Popoviç (Čop, 4 marzo 1992) è un calciatore azero, portiere del Kyrgyzaltyn.

## Carriera

### Club
Ha giocato nella massima serie del proprio Paese con varie squadre.

### Nazionale
Debutta nel 2011 con la nazionale azera.

## Palmarès

### Club

#### Competizioni nazionali
- Perša Liha: 1

Mynaj: 2019-2020